# Niederlibbach
Niederlibbach ist ein Stadtteil von Taunusstein im südhessischen Rheingau-Taunus-Kreis.

## Geografische Lage
Niederlibbach liegt im Taunus (westlicher Hintertaunus), nördlich des Taunushauptkamms. Der Ort ist der nördlichste Stadtteil von Taunusstein. Es treffen sich in Niederlibbach zwei Landesstraßen, nämlich die L 3274 und die L 3470.
Der Ort liegt im Naturpark Rhein-Taunus. Höchste Erhebungen bei Niederlibbach sind nordwestlich eine namenlose bewaldete Erhebung mit 422 Metern über NHN, dort existieren Hügelgräber und südlich der Hohelar mit 387 Metern über NN.
Nachbarorte sind Strinz-Margarethä (westlich), Hambach (südwestlich) und Oberlibbach (östlich).

## Geschichte

### Ortsgeschichte
Die älteste bekannte schriftliche Erwähnung von Niederlibbach erfolgte unter dem Namen Lidelbach im Jahr 1184 in einer Urkunde des Klosters Bleidenstadt.
Der Ort wurde, zusammen mit dem benachbarten Oberlibbach erwähnt. Dabei handelt es sich um eine Urkunde, mit der Papst Lucius III. dem Kloster Bleidenstadt den Besitz der Orte Strinz-Margarethä und Strinz-Trinitatis bestätigt, in der aber auch ein Lidelbach genannt wird. Für 1360 ist das Vorhandensein zweier Libbach-Orte erstmals klar nachgewiesen.
Die ehemalige Kapelle wurde im 14. Jahrhundert zu einer Filialkirche, einer evangelischen Kirche, umgebaut.
Anders als in den Nachbarorten, in denen sich Nassau-Idstein zunehmend als Inhaber der Lehnshoheit durchsetzte, blieb das Kloster Bleidenstadt in den beiden Libbach-Orten bis zum Ende des 18. Jahrhunderts Lehnsherr. In dessen Nachfolge hielt das Mainzer Domkapitel von 1782 erhebliche Rechte. 1566 zählte Niederlibbach 14 Haushalte, um 1700 rund 30 Einwohner.
Hessische Gebietsreform (1970–1977)
Zum 1. Juli 1972 wurde die bis dahin selbständige Gemeinde Niederlibbach im Zuge der Gebietsreform in Hessen auf freiwilliger Basis in die Stadt Taunusstein als Stadtteil eingegliedert.
Für Niederlibbach wurde wie für die übrigen Stadtteile von Taunusstein ein Ortsbezirk mit Ortsbeirat und Ortsvorsteher gebildet.

### Verwaltungsgeschichte im Überblick
Die folgende Liste zeigt die Herrschaftsgebiete und Staaten, in denen Niederlibbach lag, bzw. die Verwaltungseinheiten, denen es unterstand:
- 1566: Heiliges Römisches Reich, Grafschaft Nassau, Amt Idstein
- ab 1721: Heiliges Römisches Reich, Grafschaft Nassau-Ottweiler, Amt Idstein
- ab 1728: Heiliges Römisches Reich, Fürstentum Nassau-Usingen, Amt Idstein
- 1787: Heiliges Römisches Reich, Fürstentum Nassau-Usingen, Oberamt oder Herrschaft Idstein
- ab 1806: Herzogtum Nassau, Amt Idstein
- 1812: Herzogtum Nassau, Regierungsbezirk Wiesbaden, Amt Idstein
- ab 1816: Herzogtum Nassau[Anm. 1], Amt Wehen
- ab 1849: Herzogtum Nassau, Regierungsbezirk Wiesbaden, Kreisamt Langen-Schwalbach[Anm. 2]
- ab 1854: Herzogtum Nassau, Regierungsbezirk Wiesbaden, Amt Wehen
- ab 1867: Norddeutscher Bund[Anm. 3], Königreich Preußen, Provinz Hessen-Nassau, Regierungsbezirk Wiesbaden, Untertaunuskreis[Anm. 4]
- ab 1871: Deutsches Reich, Königreich Preußen, Provinz Hessen-Nassau, Regierungsbezirk Wiesbaden, Untertaunuskreis
- ab 1918: Deutsches Reich, Freistaat Preußen, Provinz Hessen-Nassau, Regierungsbezirk Wiesbaden, Untertaunuskreis
- ab 1944: Deutsches Reich, Freistaat Preußen, Provinz Nassau, Untertaunuskreis
- ab 1945: Amerikanische Besatzungszone, Groß-Hessen, Regierungsbezirk Wiesbaden, Untertaunuskreis
- ab 1946: Amerikanische Besatzungszone, Land Hessen, Regierungsbezirk Wiesbaden, Untertaunuskreis
- ab 1949: Bundesrepublik Deutschland, Land Hessen, Regierungsbezirk Wiesbaden, Untertaunuskreis
- ab 1968: Bundesrepublik Deutschland, Land Hessen, Regierungsbezirk Darmstadt, Untertaunuskreis
- ab 1972: Bundesrepublik Deutschland, Land Hessen, Regierungsbezirk Darmstadt, Untertaunuskreis, Stadt Taunusstein[Anm. 5]
- ab 1977: Bundesrepublik Deutschland, Land Hessen, Regierungsbezirk Darmstadt, Rheingau-Taunus-Kreis, Stadt Taunusstein

### Bevölkerung
Einwohnerentwicklung
 Quelle: Historisches Ortslexikon
- 1566: 44 Haushaltungen
- 1648: 2 Haushaltungen

| Niederlibbach: Einwohnerzahlen von 1834 bis 2020 | Niederlibbach: Einwohnerzahlen von 1834 bis 2020 | Niederlibbach: Einwohnerzahlen von 1834 bis 2020 | Niederlibbach: Einwohnerzahlen von 1834 bis 2020 | Niederlibbach: Einwohnerzahlen von 1834 bis 2020 |
| --- | ------------------------------------------------ | ------------------------------------------------ | ------------------------------------------------ | ------------------------------------------------ |
| Jahr |                                                  |                                                  |                                                  | Einwohner                                        |
| 1834 | 1834                                             |                                                  | 134                                              | 134                                              |
| 1840 | 1840                                             |                                                  | 138                                              | 138                                              |
| 1846 | 1846                                             |                                                  | 163                                              | 163                                              |
| 1852 | 1852                                             |                                                  | 169                                              | 169                                              |
| 1858 | 1858                                             |                                                  | 185                                              | 185                                              |
| 1864 | 1864                                             |                                                  | 189                                              | 189                                              |
| 1871 | 1871                                             |                                                  | 189                                              | 189                                              |
| 1875 | 1875                                             |                                                  | 197                                              | 197                                              |
| 1885 | 1885                                             |                                                  | 213                                              | 213                                              |
| 1895 | 1895                                             |                                                  | 222                                              | 222                                              |
| 1905 | 1905                                             |                                                  | 216                                              | 216                                              |
| 1910 | 1910                                             |                                                  | 207                                              | 207                                              |
| 1925 | 1925                                             |                                                  | 221                                              | 221                                              |
| 1939 | 1939                                             |                                                  | 188                                              | 188                                              |
| 1946 | 1946                                             |                                                  | 288                                              | 288                                              |
| 1950 | 1950                                             |                                                  | 273                                              | 273                                              |
| 1956 | 1956                                             |                                                  | 226                                              | 226                                              |
| 1961 | 1961                                             |                                                  | 247                                              | 247                                              |
| 1967 | 1967                                             |                                                  | 247                                              | 247                                              |
| 1970 | 1970                                             |                                                  | 256                                              | 256                                              |
| 1980 | 1980                                             |                                                  | ?                                                | ?                                                |
| 1990 | 1990                                             |                                                  | ?                                                | ?                                                |
| 2000 | 2000                                             |                                                  | 512                                              | 512                                              |
| 2011 | 2011                                             |                                                  | 510                                              | 510                                              |
| 2015 | 2015                                             |                                                  | 528                                              | 528                                              |
| 2020 | 2020                                             |                                                  | 541                                              | 541                                              |
| Datenquelle: Historisches Gemeindeverzeichnis für Hessen: Die Bevölkerung der Gemeinden 1834 bis 1967. Wiesbaden: Hessisches Statistisches Landesamt, 1968. Weitere Quellen: LAGIS; Stadt Taunusstein; Zensus 2011 |                                                  |                                                  |                                                  |                                                  |

Religionszugehörigkeit
| • 1885: | 210 evangelische (= 98,59 %), drei katholische (= 1,41 %) Einwohner |
| • 1961: | 211 evangelische (= 85,43 %), 10 katholische (= 7,04 %) Einwohner   |

## Politik
Für Niederlibbach besteht ein Ortsbezirk (Gebiete der ehemaligen Gemeinde Niederlibbach) mit Ortsbeirat und Ortsvorsteher nach der Hessischen Gemeindeordnung.
Der Ortsbeirat besteht aus fünf Mitgliedern. Seit den Kommunalwahlen 2021 gehören ihm fünf Mitglieder der Liste „Bürgerblock Niederlibbach“ (BBNL) an. Ortsvorsteher ist Dieter Weiß (BBNL).

## Kulturdenkmäler

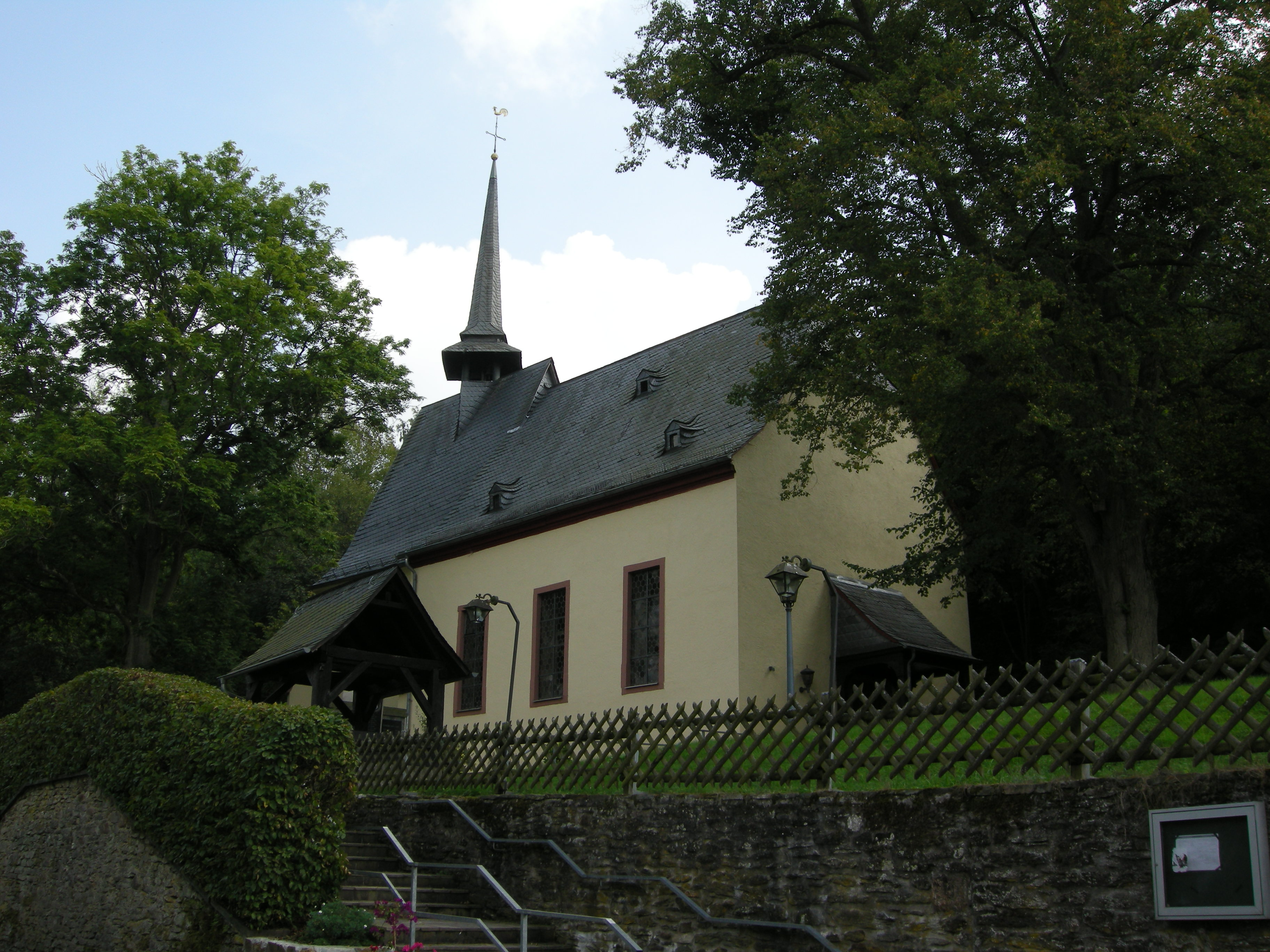
Evangelische Kirche Niederlibbach

- Hauptstraße 9; Wohnhaus
- Hauptstraße 16; Dreiseithofreite
- Kirchweg; Evangelische Kirche
- Kriegerdenkmal